# Caohejing Kaifaqu
Caohejing Kaifaqu (chiń. 漕河泾开发区站) – stacja początkowa metra w Szanghaju, na linii 9. Zlokalizowana jest pomiędzy stacjami Hechuan Lu i Guilin Lu. Została otwarta 29 grudnia 2007.